# Bente Landheim
Bente Landheim, née le 25 mai 1990, est une biathlète norvégienne.

## Carrière
Sa première sélection en équipe nationale a lieu en 2008 à l'occasion des Championnats du monde junior où elle n'obtient pas de résultats significatifs.
Elle a démarré en Coupe du monde en mars 2011 à Oslo. Lors de la saison 2011-2012 de Coupe du monde, elle marque ses premiers points et obtient ses plus hauts classements avec deux 25e places.
Elle est aussi sélectionnée pour Championnats du monde 2012 à Ruhpolding, finissant 46e du sprint et 32e de la poursuite.
Bente Landheim arrête sa carrière sportive en 2016.

## Palmarès

### Championnats du monde
| Épreuve / Édition        | Individuel | Sprint | Poursuite | Départ en masse | Relais | Relais mixte |
| Mondiaux 2012 Ruhpolding | —          | 46e    | 32e       | —               | —      | —            |

Légende :
- — : non disputée par Bente Landheim

### Coupe du monde
- Meilleur classement général : 58e en 2012.
- Meilleur résultat individuel : 25e.

#### Classement annuel en Coupe du monde
| Année     | Classement général final |
| 2011-2012 | 58e                      |
| 2012-2013 | 91e                      |
| 2013-2014 | 77e                      |

### Championnats d'Europe
- Médaille de bronze du relais en 2014.
- Médaille de bronze du relais mixte en 2016.

### IBU Cup
- 5 podiums individuels, dont 2 victoires.